# Zenith (restaurant)
Zenith is een restaurant in Apeldoorn, geopend in oktober 2020. Het restaurant word uitgebaat door chef-kok Joey Stinissen en zijn partner, gastvrouw en sommelier Jody de Widt. In 2024 werd het restaurant bekroond met een Michelinster, en was op dat moment het enige restaurant met een Michelinster in Apeldoorn.

## Oprichting
Zenith is geopend sinds oktober 2020, en is gevestigd in het voormalige pand van Sizzles At The Park, dat in het verleden een Bib Gourmand heeft gehad

## Keuken en filosofie
Zenith biedt een moderne keuken op Franse leest, aangevuld met invloeden uit de Indische keuken, een verwijzing naar de achtergrond van de eigenaren. Zenith werkt met seizoensgebonden verrassingsmenu’s en zet sterk in op duurzaamheid: er wordt bij voorkeur gebruikgemaakt van biologische, lokaal geproduceerde ingrediënten, vaak afkomstig uit de eigen moestuin. Vlees en vis zijn altijd traceerbaar en Zenith vermijdt bewust het gebruik van jonge dieren zoals kalf en lam.

## Erkenningen en onderscheidingen
In 2024 is Zenith bekroond met een Michelinster, en voert het een 16/20 mutsenscore in de GaultMillau. Tevens is Zenith opgenomen in de Lekker500, waar het staat in de top 500 beste restaurants van Nederland.